# Mezei István (vízilabdázó)
Mezei István (Eger, 1912. december 24. – Budapest, 1981. február 26.) Európa-bajnok magyar vízilabdázó.

## Életpályája
Szülei: Mezei László és Horváth Margit voltak. 1930-ban az Egri Piarista Gimnáziumban érettségizett. 1938-ban a Pázmány Péter Tudományegyetemen jogi doktorátust szerzett. 1939–1941 között a Magyar Királyi Vámőrség díjgyakornoka volt. 1941–1944 között a Pénzügyminisztériumban magyar királyi pénzügyi főtanácsosként a háború után ugyanott főelőadóként dolgozott.
Sírja az Óbudai temetőben található (12/2-26-9).

### Sportpályafutása
1932-ig a Magyar Országos Véderő Egylet (MOVE) Egri Sport Egylet (ESE) vízilabdázója és mellúszója volt. 1933–1944 között a Magyar Atlétikai Club (MAC) vízilabdázója és úszója volt. Vízilabdában 1938-ban az Európa-bajnok csapat tagja volt. 1933-ban, 1935-ben és 1937-ben a főiskolai világbajnok csapat tagja volt. 1937–1942 között 10-szeres magyar válogatott volt. 1943-ban a magyar bajnokcsapat tagja volt.
Játékos pályafutása után a Bp. Építők, majd az Újpesti Dózsa edzője volt.
A sportsajtóban Mezei dr. névvel különböztették meg a válogatott másik kapusától Mezei Ferenctől.